# Брајни Бризиз (Флорида)
Брини Бризиз (енгл. Briny Breezes) град је у америчкој савезној држави Флорида. По попису становништва из 2010. у њему је живело 601 становника.

## Демографија
Према попису становништва из 2010. у граду је живело 601 становника, што је 190 (46,2%) становника више него 2000. године.
| Група             | 2000.       | 2010.       |
| Белци             | 407 (99,0%) | 594 (98,8%) |
| Афроамериканци    | 0 (0,0%)    | 2 (0,3%)    |
| Азијати           | 2 (0,5%)    | 0 (0,0%)    |
| Хиспаноамериканци | 2 (0,5%)    | 5 (0,8%)    |
| Укупно            | 411         | 601         |